# Castello (Firenze)
Castello è un quartiere a nord-ovest di Firenze, in parte arrampicato sulla collina di Quarto, al confine col comune di Sesto Fiorentino.

## Storia e descrizione
La zona deve il suo nome al castellum aquae, un grande serbatoio dell'acquedotto di Firenze costruito sotto Claudio, dove venivano immagazzinate le acque del torrente Marina prima di essere condotte in città. Di esso è restata traccia solo nella toponomastica: si trovava esattamente nella località La Chiusa situata nel Comune di Calenzano. Da qui si dipartiva un acquedotto che, in rovina, era visibile almeno fino al XV secolo. 
Da Firenze fino a Prato e oltre la vallata dell'Arno e le colline adiacenti furono punteggiate da importanti ville, che oltre a luoghi di svago per la corte, i nobili e la ricca borghesia fiorentina, facevano da fulcro per tutte le attività agricole circostanti. Nel secondo Dopoguerra l'amministrazione di Firenze e dei paesi limitrofi diedero il via libera a una massiccia urbanizzazione della piana, per far fronte al boom demografico. Vennero però esplicitamente escluse le zone collinari, compresa quella di Castello, che grazie a quella decisione si sono conservate pressoché intatte nel loro speciale rapporto tra verde e architettura storica.
A Castello in particolare si trovano ancora oggi alcune delle ville più famose dei dintorni di Firenze, diverse delle quali sono visitabili come veri e propri musei. Tra queste la villa Reale di Castello, con un dei più antichi e splendidi esempi di giardino all'italiana, nonché sede dell'Accademia della Crusca, e la villa Medicea della Petraia, le quali sono state entrambe iscritte nella lista del patrimonio dell'umanità nel 2013, all'interno sito diffuso delle ville medicee. 
Tra le numerose altre ville della zona spiccano la villa Corsini, oggi di proprietà statale e che ospita un distaccamento del Museo Archeologico Nazionale, villa Il Chiuso, villa Le Brache, villa Il Pozzino (ricca di affreschi), la villa della Topaia (già medicea) o villa Il Casale.

## Infrastrutture e trasporti
Castello è posta storicamente lungo l'asse viario che congiunge Firenze con Prato.
La fermata ferroviaria, comune alle linee Firenze-Prato-Pistoia e Bologna-Firenze, è servita da treni regionali svolti da Trenitalia nell'ambito del contratto di servizio stipulato con la Regione Toscana.
Con atto 4 agosto 1881, stipulato fra il Comune di Sesto Fiorentino e la Società les Tramways Florentins fu concessa la costruzione di una linea tranviaria diretta a Sesto Fiorentino, esercita dapprima con trazione a cavalli, poi a vapore e successivamente elettrificata e incorporata nella rete tranviaria di Firenze come linea 18, la quale venne completamente smantellata entro il 1958.

## Galleria d'immagini

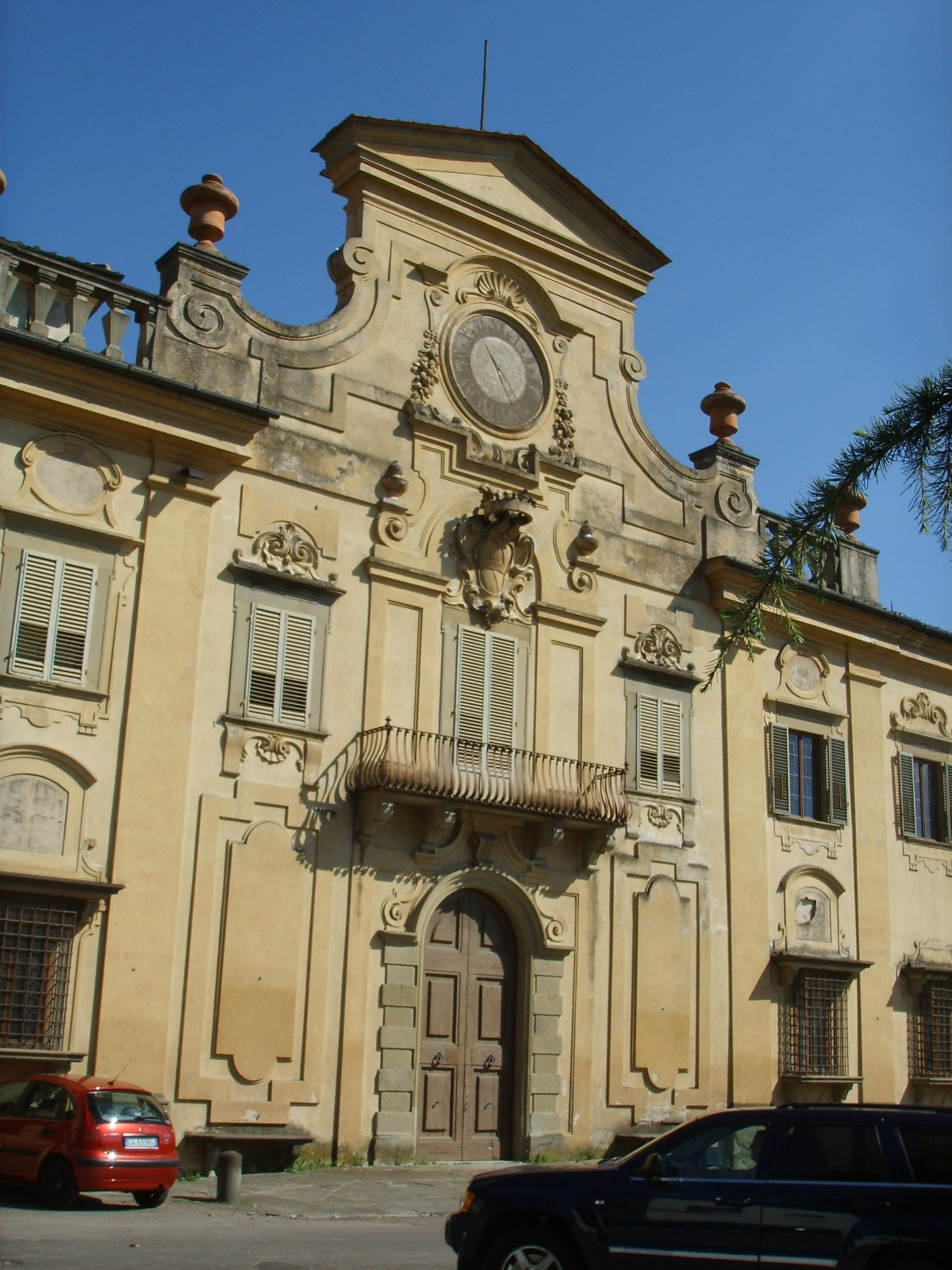
Prospetto frontale di Villa Corsini
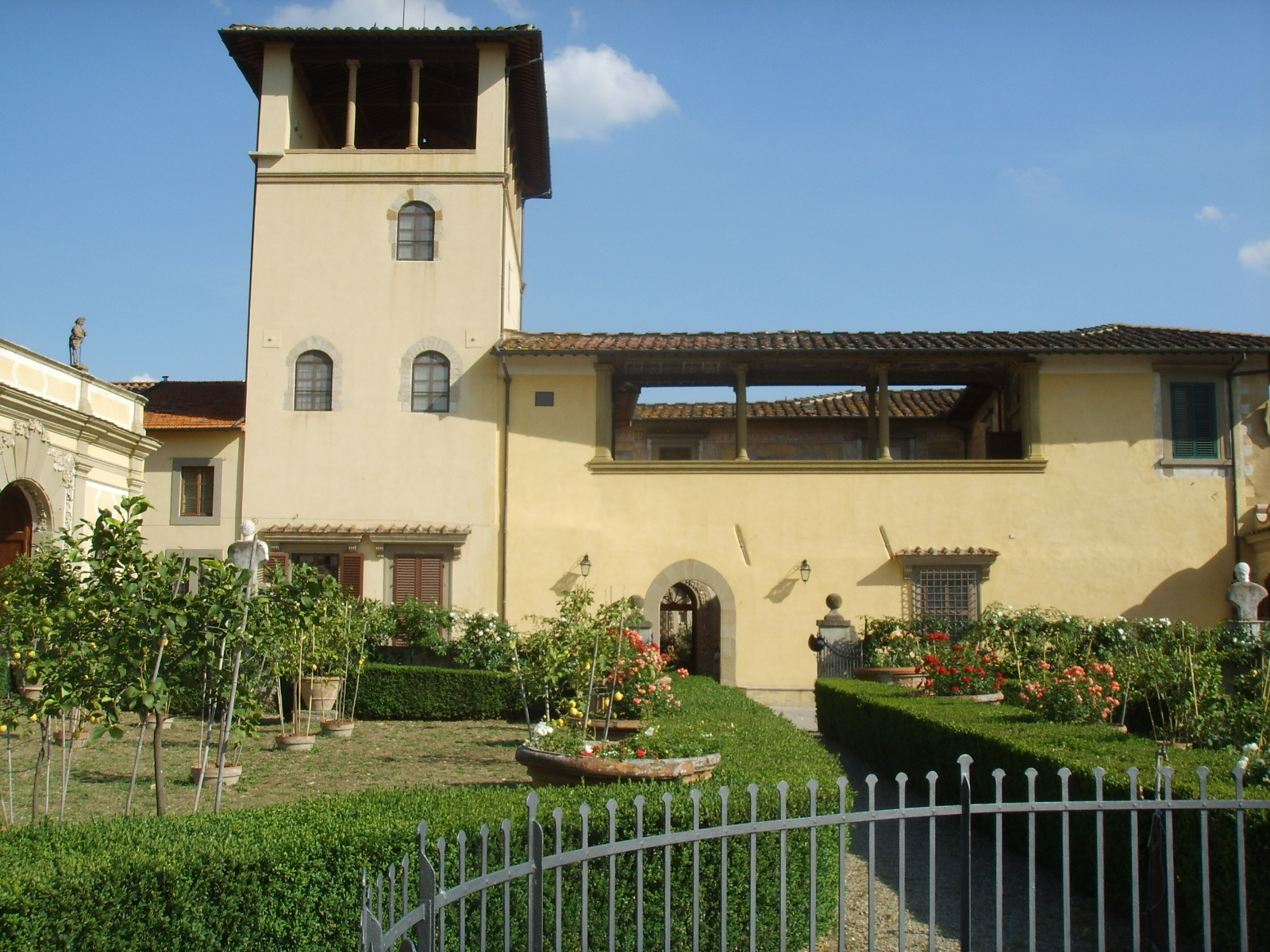
Villa il Pozzino
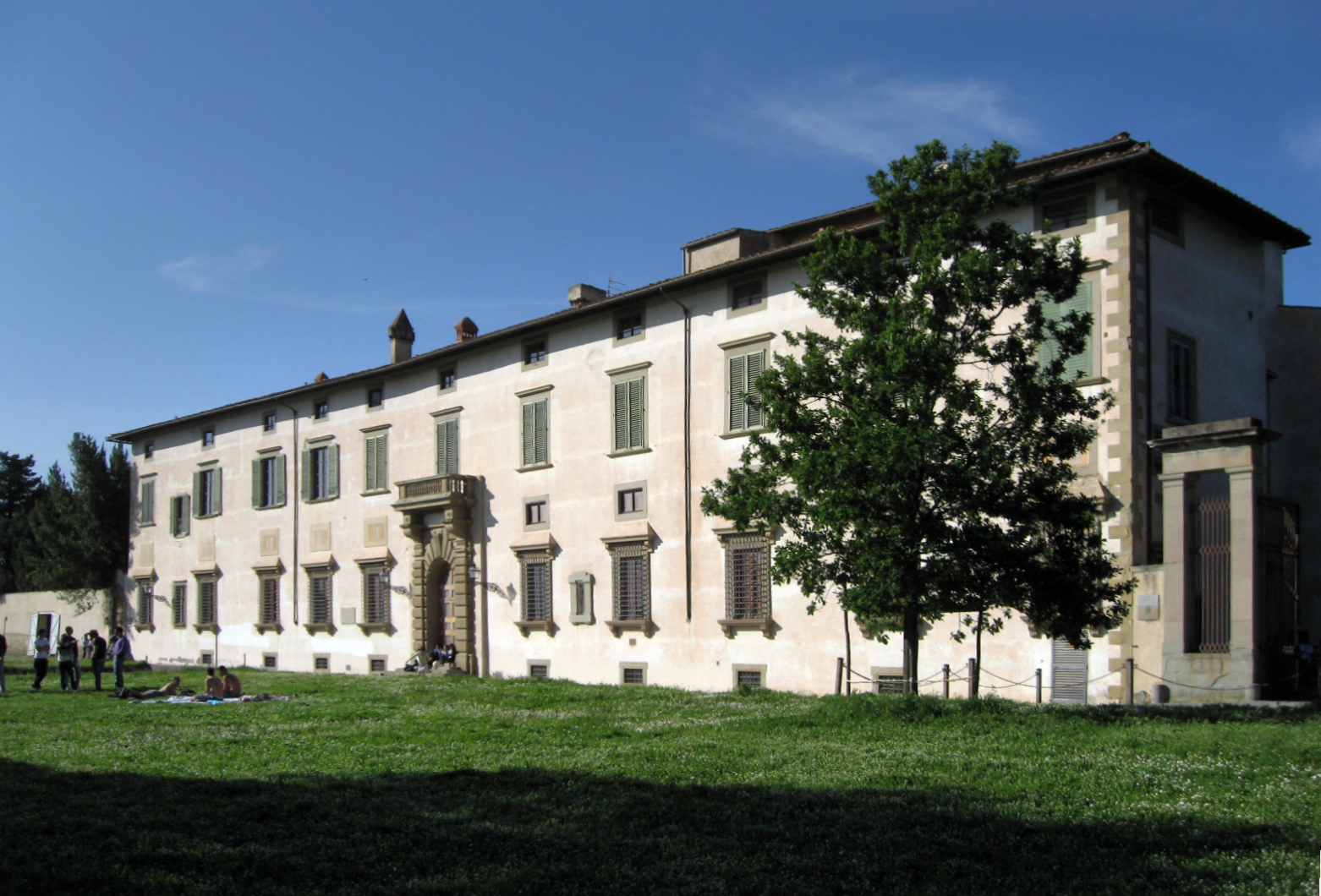
Villa medicea di Castello
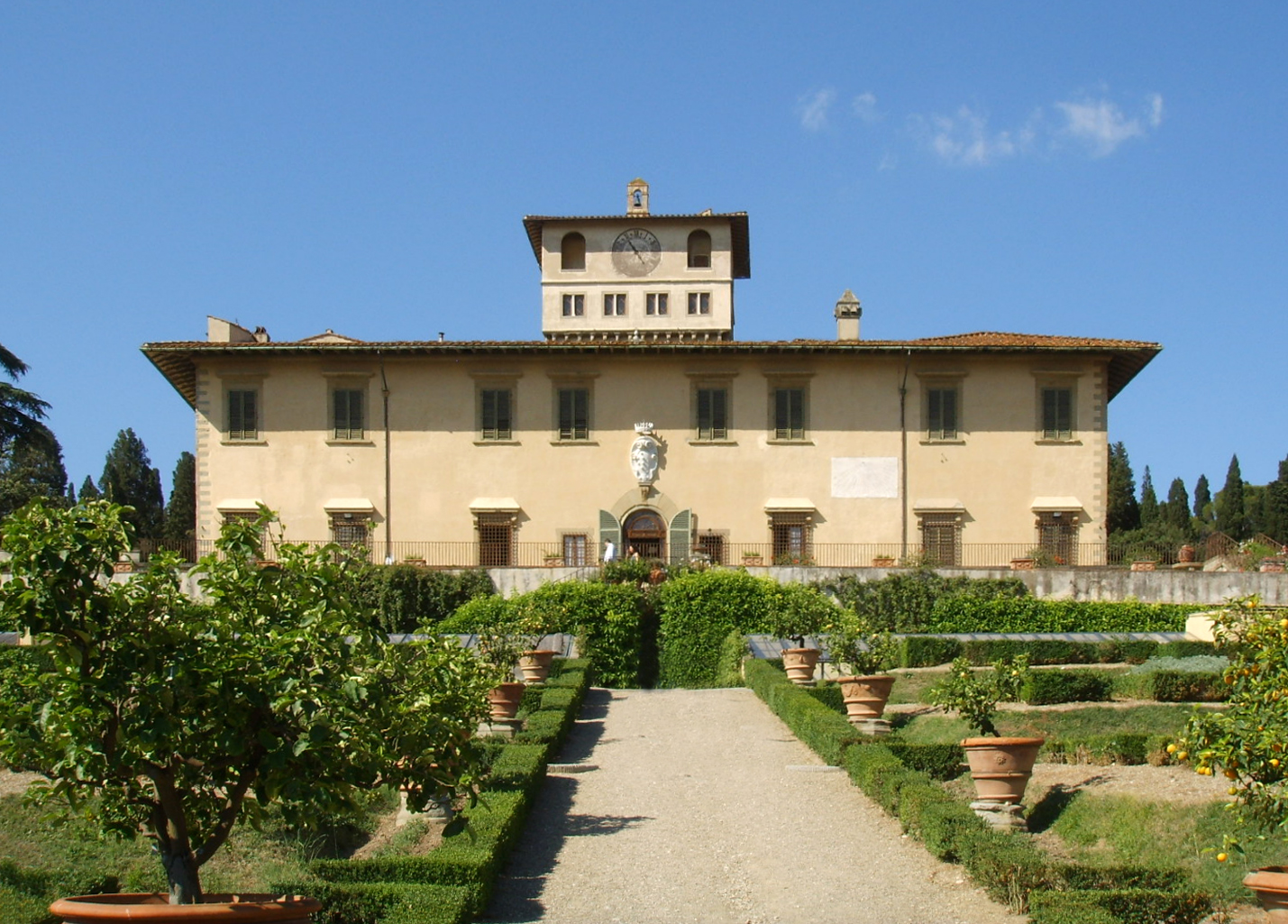
Villa La Petraia
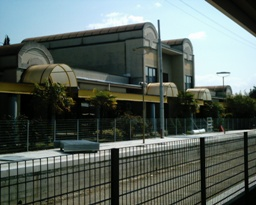
Stazione di Firenze Castello